# Wildspitze
Il Wildspitze (3.772 m s.l.m.; ) è la montagna più alta delle Alpi Retiche orientali e la seconda dell'intera Austria dopo il Großglockner. Si trova nella sottosezione delle Alpi Venoste.
Geograficamente si trova nel Tirolo in Austria.
La prima ascesa alla vetta avvenne nel 1861 da parte dell'alpinista Leander Klotz.